# 小さな追跡者
『小さな追跡者（ちいさなついせきしゃ）』は、1980年12月20日から1981年3月14日にかけてフジテレビジョンで放送されていた日本のテレビドラマ。

## 概要
現金輸送車襲撃の濡れ衣を着せられて逮捕された父・順吉の無実を証明するため、主人公・木原純は真犯人の飼い犬ヤマトと共に目撃者を探しだし真犯人を追うために旅に出る。しかし、純にとっては最愛の父に濡れ衣を着せた憎い犯人でもヤマトにとっては大切な飼い主という壁があった。当初は反目するも絆が芽生えた純とヤマトだが、純を蝕む白血病が旅の中で大きな障害になってゆく。純と奈津子、一握りながら順吉の無実を信じる人々の姿を見て警察の中にも疑問の声が出始める。やがて苦難の末に順吉の無実は証明され父と息子は明るい笑顔で再会するが、純は次の春を迎えることは出来なかった。
前番組『ピーマン白書』が極端な低視聴率を記録してわずか6話で打ち切りとなったために、改編期前に放送開始した。本作も1クールで終了。後番組はナイター中継とその雨傘番組の『決定!土曜特集・オレたちひょうきん族』が編成された。結局『ひょうきん族』は10月にレギュラー化され、土曜夜8時戦争の幕が開ける。そのため、次に本枠で放送されるドラマは8年後の『あいつがトラブル』まで待つこととなる。

## 出演
- 木原純：山中康仁
- 井上奈津子：水島かおり
- 岡部吾朗：中村嘉葎雄
- 木原順吉（純の父）：牟田悌三
- ルミ：宮下順子
- 若林茂夫：江藤博利
- 田野倉信三：佐野浅夫
- 井上：加藤和夫
- 水上：菅貫太郎
- 良夫：吉田次昭

## スタッフ
- プロデューサー：土屋登喜蔵
- 脚本：石松愛弘、中野顕彰
- 監督：大森健次郎、日高武治、吉川一義、宮越澄、猪崎宣昭
- 製作：三船プロダクション、フジテレビ

## 主題歌・挿入歌
「ふるさと・MY LOVE」
作詞 - 山川啓介 /  編曲 - 松井忠重 / 作曲・歌 - 町田義人
「ロングウェイ」
作詞 - 山川啓介 / 作曲 - 鹿島豪也 / 編曲 - 松井忠重 / 歌 - 町田義人

## 放送リスト
| 話数 | 放送日          | サブタイトル                        | 脚本              | 監督       | ゲスト                             |
| ---- | --------------- | ----------------------------------- | ----------------- | ---------- | ---------------------------------- |
| 1    | 1980年 12月20日 | 愛と憎しみの旅立ち                  | 石松愛弘 中野顕彰 | 大森健次郎 |                                    |
| 2    | 12月27日        | 犬と少年の闘い                      | 石松愛弘 中野顕彰 | 日高武治   | 左右田一平                         |
| 3    | 1981年 1月10日  | 愛の告白・涙の宣告                  | 石松愛弘          | 日高武治   | 左右田一平、山本ゆか里（加代）     |
| 4    | 1月17日         | 犬と少年の友情                      | 石松愛弘          | 大森健次郎 | 南条弘二（大滝）、草野大悟         |
| 5    | 1月24日         | 名犬ヤマトの危機・奈良              | 中野顕彰 石松愛弘 | 日高武治   | 松岡はる美、高原駿雄               |
| 6    | 1月31日         | ヤマトが救った青春・大阪            | 石松愛弘          | 日高武治   | 三条美紀（良子）、佐瀬陽一（ケン） |
| 7    | 2月7日          | 名犬ヤマト涙の別れ・米子            | 石松愛弘          | 吉川一義   | 轟謙二                             |
| 8    | 2月14日         | 消えた真犯人！ ヤマト吹雪の中の闘い | 石松愛弘          | 吉川一義   | 片桐竜次                           |
| 9    | 2月21日         | 名犬ヤマト暗黒洞窟からの脱出        | 中野顕彰          | 宮越澄     | 大出俊、頭師孝雄                   |
| 10   | 2月28日         | ヤマトが見た二人だけの卒業式        | 石松愛弘          | 猪崎宣昭   | 中野浩一、大出俊                   |
| 11   | 3月7日          | ついに来た別れの日                  | 石松愛弘          | 日高武治   |                                    |
| 12   | 3月14日         | 走れヤマト！ 生命あるかぎり         | 石松愛弘          | 吉川一義   | 大出俊、田中明夫                   |

| フジテレビ系 土曜20:00台 | フジテレビ系 土曜20:00台 | フジテレビ系 土曜20:00台                          |
| 前番組                   | 番組名                   | 次番組                                            |
| ------------------------ | ------------------------ | ------------------------------------------------- |
| ピーマン白書 ↓ 土曜特番  | 小さな追跡者             | つなぎ番組 ↓ 決定!土曜特集・ オレたちひょうきん族 |